# Transwaggon

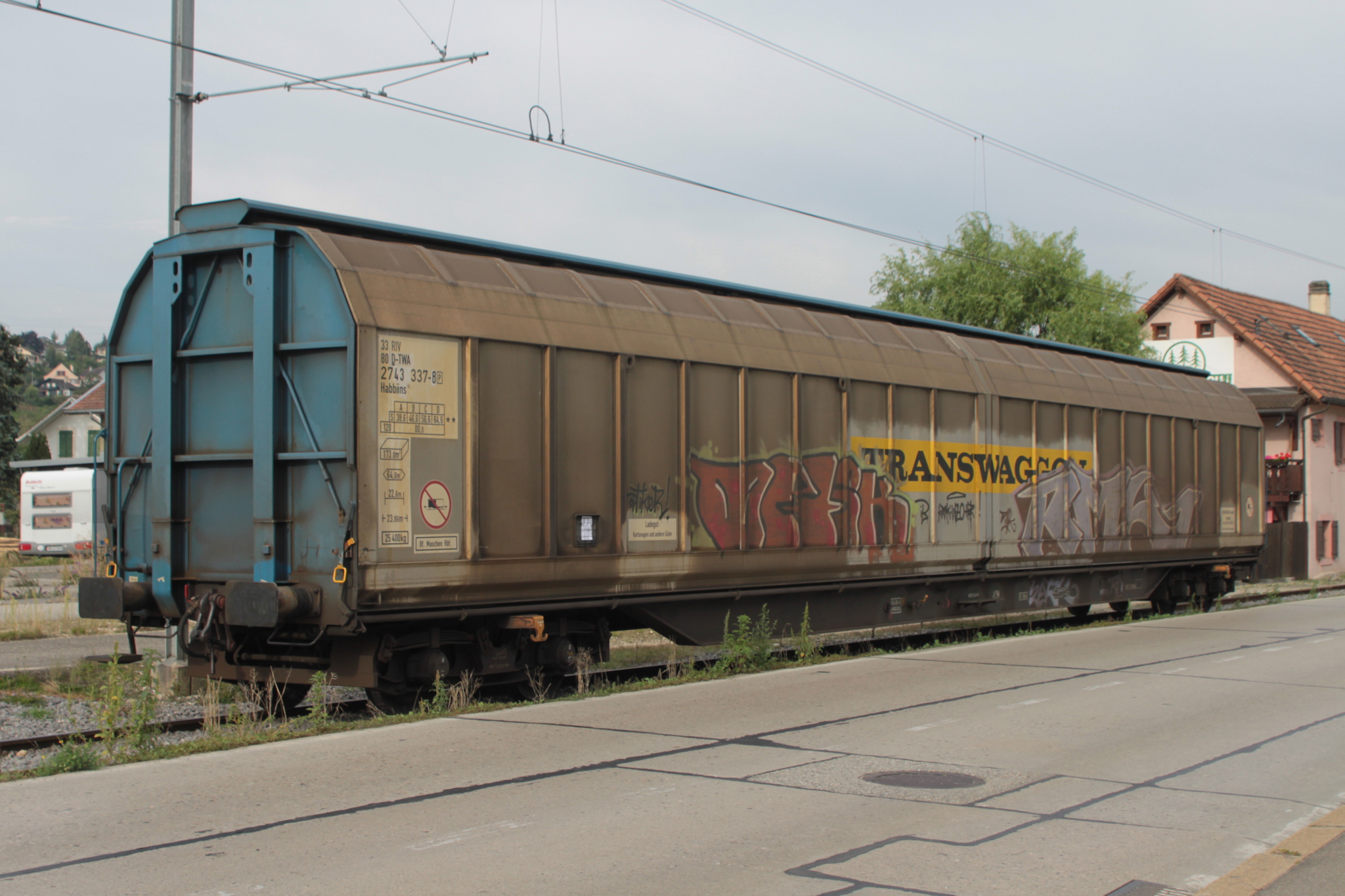
En godsvagn från Transwaggon

Transwaggon är ett schweiziskt företag grundat 1965 som hyr ut godsvagnar. Verksamheten är internationell med kontor i Frankrike, Tyskland, Italien, Spanien, Sverige och Schweiz, samt representationskontor i Polen, Slovenien och Tjeckien. Antalet vagnar för uthyrning är 12 700 stycken (juni 2007).